# Hypacrosaurus
Hypacrosaurus (il cui nome significa "vicino alla più alta lucertola", poiché non era grande come Tyrannosaurus) è un genere estinto di dinosauro adrosauride lambeosaurino vissuto nel Cretaceo superiore, circa 75-65 milioni di anni fa (Campaniano-Maastrichtiano), in Alberta, Canada, e in Montana, Stati Uniti. Il genere era molto simile in apparenza a Corythosaurus e come quest'ultimo aveva un'alta cresta cava arrotondata, anche se non così grande e dritta. Il genere conta due specie: H. altispinus e H. stebingeri, ed è il più recente adrosauro crestato conosciuto per buoni resti fossili in Nord America. Il genere rimase poco conosciuto fino alla scoperta di numerosi nidi nel 1990, contenenti uova e cuccioli della specie H. stebingeri.

## Descrizione

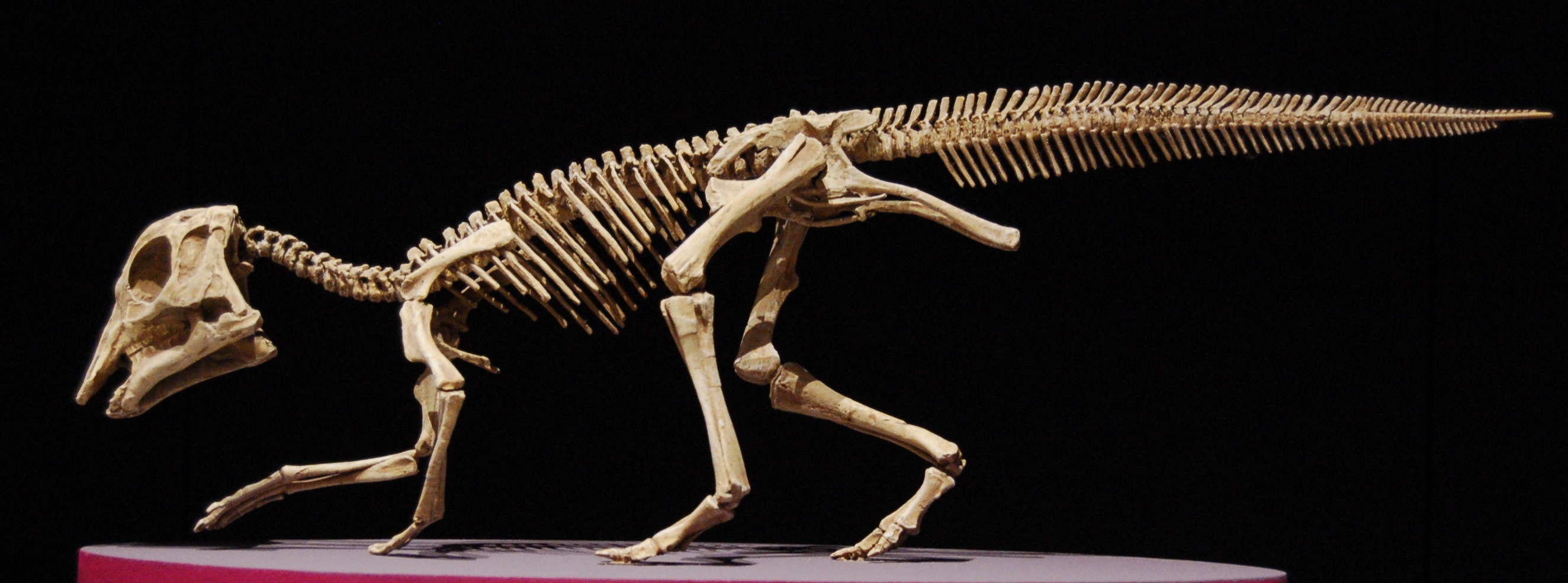
Scheletro di giovaneHypacrosaurus

L'Hypacrosaurus è facilmente distinguibile dagli altri adrosauri crestati (lambeosaurini) per via delle sue alte spine neurali e per la caratteristica forma della sua cresta. Le spine neurali, che sporgono dalla sommità della vertebre, arrivano ad un'altezza pari a 5-7 volte l'altezza della vertebra da cui hanno origine, il che dava un profilo molto alto all'animale. La cresta cava sul cranio è simile a quella di Corythosaurus, ma è più appuntita e lunga nella sua parte superiore e ha una piccola punta ossea sul retro. A differenza di altri lambeosaurini, i passaggi per le vie aeree non formano una curva ad S all'interno della cresta (almeno non in H. altispinus). Si stima che un esemplare adulto potesse raggiungere i 9,1 metri di lunghezza, per un peso di 4 tonnellate. Come la maggior parte degli adrosauri, il suo scheletro non ha molti dettagli anatomici degni di nota, anche se alcuni bacini presentano dettagli distintivi. Come gli altri adrosauri, l'Hypacrosaurus poteva avvalersi di un'andatura bipede o quadrupede in base alle necessità, sebbene le forme adulte prediligessero uno stile di vita quadrupede. Le due specie conosciute, H. altispinus e H. stebingeri, non hanno differenze anatomiche evidenti, ma H. stebingeri è stato descritto come una forma di transizione tra il precedente Lambeosaurus e lo stesso Hypacrosaurus. Alcune fotografie del cranio di un H. stebingeri adulto mostrano un animale molto simile a H. altispinus.

## Classificazione
L'Hypacrosaurus era un adrosauride lambeosaurino, ed è stato riconosciuto come tale sulla base della descrizione del cranio. All'interno dei Lambeosaurinae, è più vicino filogeneticamente a Lambeosaurus e a Corythosaurus, con Jack Horner e Phil Currie (1994) che suggeriscono che H. stebingeri sia una forma di transizione tra Lambeosaurus e H. altispinus, mentre Michael K. Brett-Surman (1989) pensa invece che Hypacrosaurus e Corythosaurus siano lo stesso genere. Questi generi, in particolare Corythosaurus e Hypacrosaurus, sono considerati come un ramo di lambeosaurini dotati di una cresta ad "elmetto", e il clade che formano è spesso informalmente designato ai Lambeosaurini. Sebbene Suzuki et al. (2004), in una ridescrizione di Nipponosaurus hanno trovato una stretta correlazione tra Nipponosaurus e H. stebingeri, indicando che l'Hypacrosaurus potrebbe essere parafiletico, questo ipotesi è stata respinta in seguito ad una rianalisi più completa sui lambeosaurini, che hanno provato che le due specie di Hypacrosaurus formano un clade senza Nipponosaurus, con Corytosaurus ed Olorotitan, i suoi parenti più stretti.

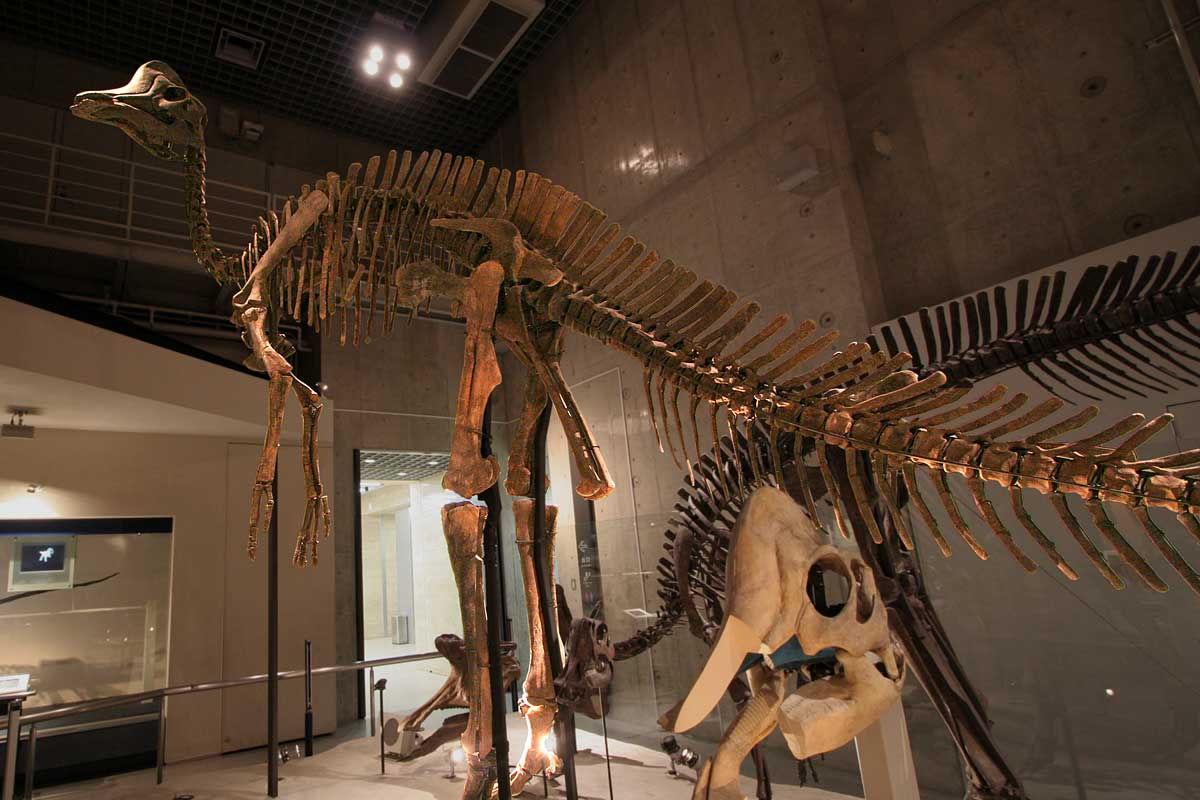
Scheletro di Hypacrosaurus sp., al National Museum of Nature and Science, Tokyo, Giappone

Il seguente cladogramma illustra le relazioni filogenetiche di Hypacrosaurus e dei suoi parenti più stretti, recuperato dall'analisi filogenetica di Albert Prieto-Márquez, Luis M. Chiappe e Shantanu H. Joshi (2012).
|  | Magnapaulia |
|  |             |
|  | Velafrons   |
|  |             |

|  | Lambeosaurus lambei         |
|  |                             |
|  | Lambeosaurus magnicristatus |
|  |                             |

|  | Corythosaurus casuarius   |
|  |                           |
|  | Corythosaurus intermedius |
|  |                           |

|  | Hypacrosaurus stebingeri                                                |
|  |                                                                         |
|  | \| \| Hypacrosaurus altispinus \| \| \| \| \| \| Olorotitan \| \| \| \| |
|  |                                                                         |
|  | Hypacrosaurus altispinus                                                |
|  |                                                                         |
|  | Olorotitan                                                              |
|  |                                                                         |

|  | Hypacrosaurus altispinus |
|  |                          |
|  | Olorotitan               |
|  |                          |

|  | Corythosaurus casuarius   |
|  |                           |
|  | Corythosaurus intermedius |
|  |                           |

|  | Hypacrosaurus stebingeri                                                |
|  |                                                                         |
|  | \| \| Hypacrosaurus altispinus \| \| \| \| \| \| Olorotitan \| \| \| \| |
|  |                                                                         |
|  | Hypacrosaurus altispinus                                                |
|  |                                                                         |
|  | Olorotitan                                                              |
|  |                                                                         |

|  | Hypacrosaurus altispinus |
|  |                          |
|  | Olorotitan               |
|  |                          |

|  | Lambeosaurus lambei         |
|  |                             |
|  | Lambeosaurus magnicristatus |
|  |                             |

|  | Corythosaurus casuarius   |
|  |                           |
|  | Corythosaurus intermedius |
|  |                           |

|  | Hypacrosaurus stebingeri                                                |
|  |                                                                         |
|  | \| \| Hypacrosaurus altispinus \| \| \| \| \| \| Olorotitan \| \| \| \| |
|  |                                                                         |
|  | Hypacrosaurus altispinus                                                |
|  |                                                                         |
|  | Olorotitan                                                              |
|  |                                                                         |

|  | Hypacrosaurus altispinus |
|  |                          |
|  | Olorotitan               |
|  |                          |

|  | Corythosaurus casuarius   |
|  |                           |
|  | Corythosaurus intermedius |
|  |                           |

|  | Hypacrosaurus stebingeri                                                |
|  |                                                                         |
|  | \| \| Hypacrosaurus altispinus \| \| \| \| \| \| Olorotitan \| \| \| \| |
|  |                                                                         |
|  | Hypacrosaurus altispinus                                                |
|  |                                                                         |
|  | Olorotitan                                                              |
|  |                                                                         |

|  | Hypacrosaurus altispinus |
|  |                          |
|  | Olorotitan               |
|  |                          |

|  | Magnapaulia |
|  |             |
|  | Velafrons   |
|  |             |

|  | Lambeosaurus lambei         |
|  |                             |
|  | Lambeosaurus magnicristatus |
|  |                             |

|  | Corythosaurus casuarius   |
|  |                           |
|  | Corythosaurus intermedius |
|  |                           |

|  | Hypacrosaurus stebingeri                                                |
|  |                                                                         |
|  | \| \| Hypacrosaurus altispinus \| \| \| \| \| \| Olorotitan \| \| \| \| |
|  |                                                                         |
|  | Hypacrosaurus altispinus                                                |
|  |                                                                         |
|  | Olorotitan                                                              |
|  |                                                                         |

|  | Hypacrosaurus altispinus |
|  |                          |
|  | Olorotitan               |
|  |                          |

|  | Corythosaurus casuarius   |
|  |                           |
|  | Corythosaurus intermedius |
|  |                           |

|  | Hypacrosaurus stebingeri                                                |
|  |                                                                         |
|  | \| \| Hypacrosaurus altispinus \| \| \| \| \| \| Olorotitan \| \| \| \| |
|  |                                                                         |
|  | Hypacrosaurus altispinus                                                |
|  |                                                                         |
|  | Olorotitan                                                              |
|  |                                                                         |

|  | Hypacrosaurus altispinus |
|  |                          |
|  | Olorotitan               |
|  |                          |

|  | Lambeosaurus lambei         |
|  |                             |
|  | Lambeosaurus magnicristatus |
|  |                             |

|  | Corythosaurus casuarius   |
|  |                           |
|  | Corythosaurus intermedius |
|  |                           |

|  | Hypacrosaurus stebingeri                                                |
|  |                                                                         |
|  | \| \| Hypacrosaurus altispinus \| \| \| \| \| \| Olorotitan \| \| \| \| |
|  |                                                                         |
|  | Hypacrosaurus altispinus                                                |
|  |                                                                         |
|  | Olorotitan                                                              |
|  |                                                                         |

|  | Hypacrosaurus altispinus |
|  |                          |
|  | Olorotitan               |
|  |                          |

|  | Corythosaurus casuarius   |
|  |                           |
|  | Corythosaurus intermedius |
|  |                           |

|  | Hypacrosaurus stebingeri                                                |
|  |                                                                         |
|  | \| \| Hypacrosaurus altispinus \| \| \| \| \| \| Olorotitan \| \| \| \| |
|  |                                                                         |
|  | Hypacrosaurus altispinus                                                |
|  |                                                                         |
|  | Olorotitan                                                              |
|  |                                                                         |

|  | Hypacrosaurus altispinus |
|  |                          |
|  | Olorotitan               |
|  |                          |

## Storia della scoperta

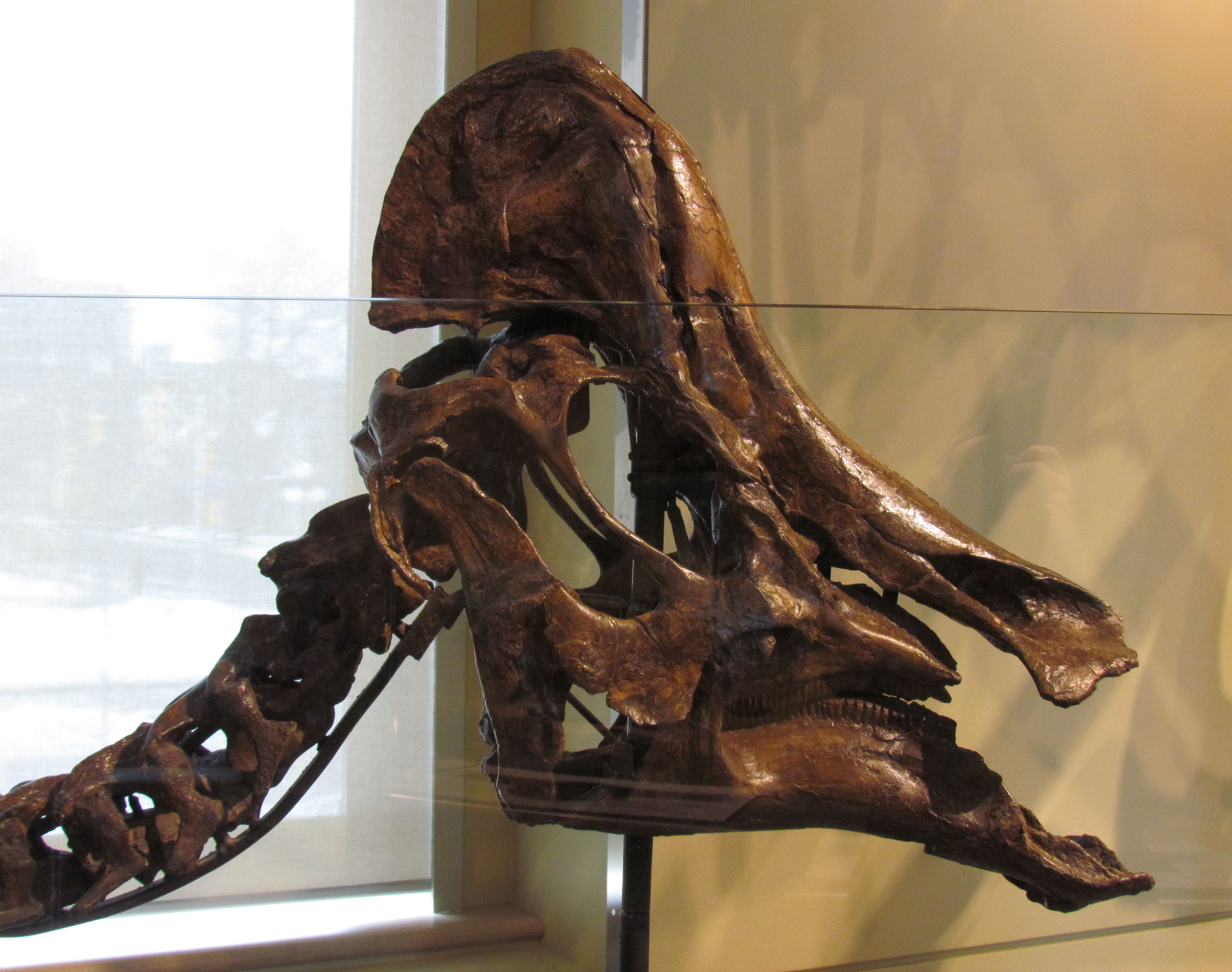
Cranio e collo di H. altispinus

L'olotipo di Hypacrosaurus fu raccolto nel 1910, da Barnum Brown per l'American Museum of Natural History. I resti, costituiti da uno scheletro postcraniale parziale è costituito da diverse vertebre e un bacino parziale (AMNH 5204), ed è stato rinvenuto presso il fiume Red Deer, nei pressi di Tolman Ferry, Alberta, Canada, dalle rocce di quella che oggi è conosciuta come la Formazione Horseshoe Canyon (risalente all'inizio del Maastrichtiano, Cretaceo superiore). Brown descrisse questi resti, in combinazione con altre ossa postcraniali, che nel 1913 vennero indicate come appartenenti a Saurolophus. Nessun cranio era stato associato allo scheletro, ben presto vennero scoperti e descritti due teschi.
Durante questo periodo, furono descritti nuovi resti di piccole cave di adrosauri crestati, affibbiati ai loro rispettivi generi e specie. Il primo di questi, che figura nella storia di Hypacrosaurus, era il Cheneosaurus tolmanensis, descritto sulla base di un teschio, ossa degli arti, vertebre e un becino provenienti dalla Formazione Horseshoe Canyon. Non molto tempo dopo, Richard Swann Lull e Nelda Wright identificaron uno degli scheletri del American Museum of Natural History (l'esemplare AMNH 5461), ritrovato nella Formazione Two Medicine, del Montana, come un esemplare di Procheneosaurus. Questi ed altri taxa sono stati accettati come generi validi fino al 1970, quando Peter Dodson ha dimostrato che è più probabile che i "cheneosaurs" fossero solo esemplari giovani di altre specie di lambeosaurini. Dodson suggerì che Cheneosaurus fosse un esemplare giovanile del contemporanea H. altispinus. Oggi questa idea è formalmente accettata. Il Procheneosaurus fu invece affibbiato come sinonimo a Lambeosaurus.

### Specie

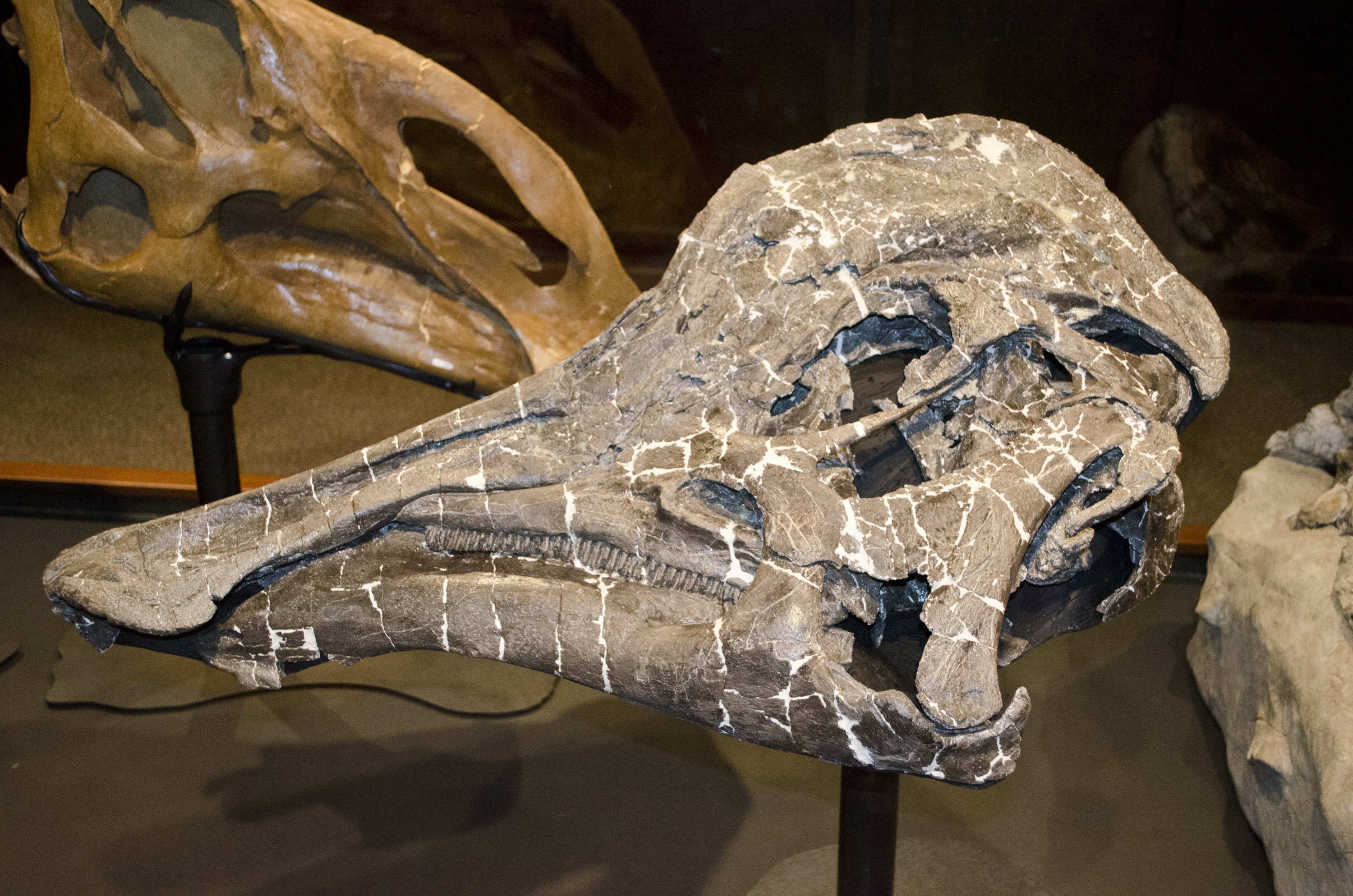
Olotipo di H. stebingeri

L'H. altispinus, la specie tipo, è nota da 5 a 10 teschi articolati con alcuni resti scheletrici associati, da esemplari giovani e individui adulti presenti nella Formazione Horseshoe Canyon. L'H. stebingeri è noto, invece, da un numero sconosciuto, ma consistente di individui, con una fascia di età dagli embrioni agli adulti. L'ipotesi che H. altispinus e H. stebingeri formassero un gruppo naturale escludendo altre specie conosciute di adrosauro potrebbe non essere corretta, come indicato nella ridescrizione di Suzuki et al. (2004) di Nipponosaurus; la loro analisi filogenetica ha rilevato che Nipposaurus era più strettamente legato ad H. altispinus rispetto a H. stebingeri. Questa nuova teoria è stata respinta da Evans e Reisz (2007).
La nuova specie, Hypacrosaurus stebingeri è stata nominata per una gran varietà di reperti, che comprendono quasi tutte le fasi di crescita dell'animale, dall'uovo, all'esemplare appena nato fino all'età adulta, con alcuni nidi associati, che si trovavano vicino alla parte superiore della fine del Campaniano (Cretaceo superiore) della Formazione Two Medicine, nel Glacier County, Montana, e al di là del confine con l'Alberta. Questi fossili rappresentano "la più grande collezione di materiale scheletrico di esemplari giovani di ogni singola specie di adrosauro conosciuto".

## Paleobiologia

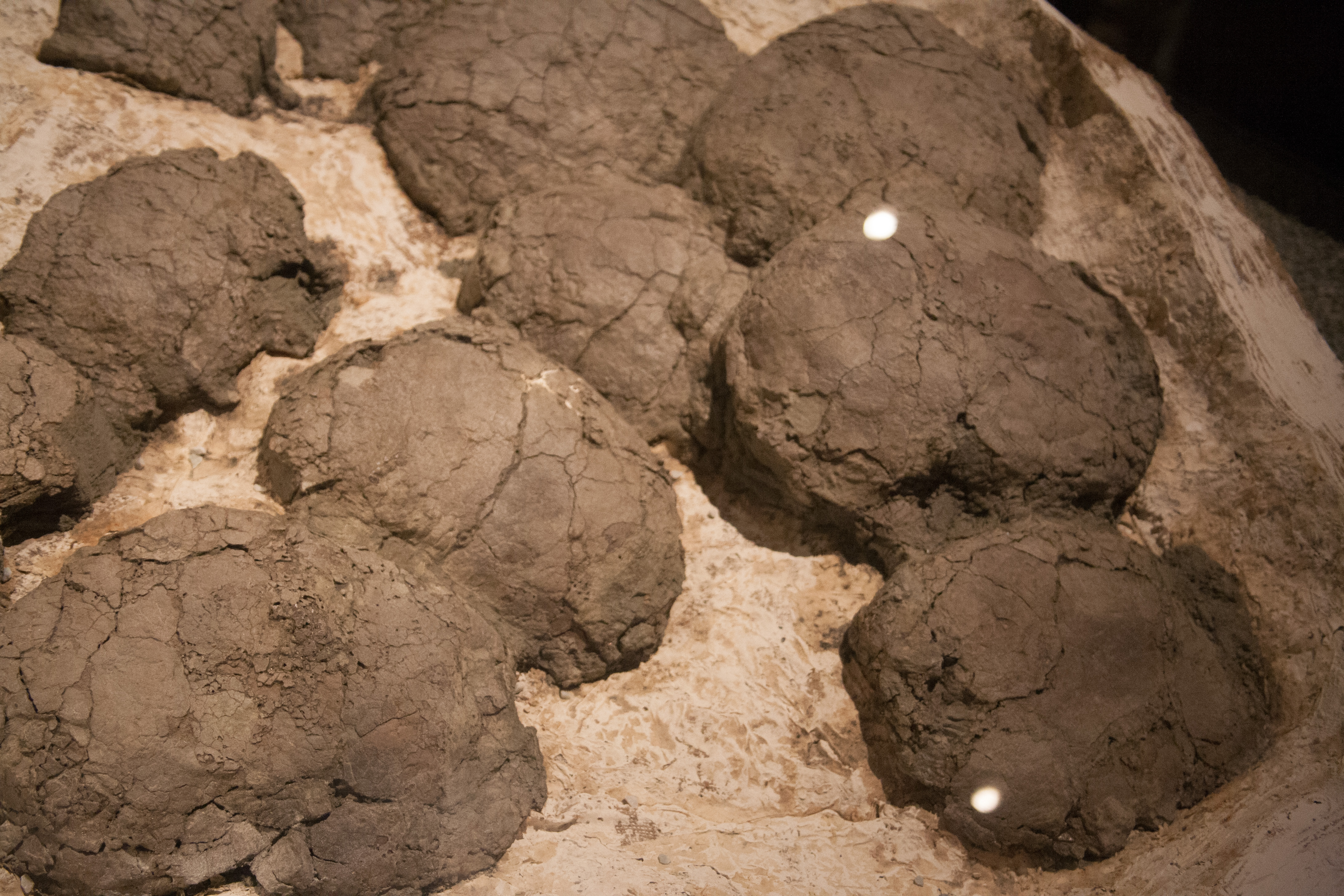
Nido fossile di H. stebingeri

Come tutti gli adrosauridi, l'Hypacrosaurus era un erbivoro che poteva usufruire di una locomozione bipede e/o quadrupede, in modo da raggiungere una grande varietà di piante. L'articolazione della mandibola permetteva all'animale un movimento analogo alla masticazione; i denti venivano continuamente cambiati in caso di usura, in modo da possedere una batteria di denti sempre pronti all'uso. Il materiale vegetale veniva reciso con l'ampio becco, mantenuto in bocca dalla guance laterali, masticato e ingoiato. Grazie alle sue dimensioni l'animale poteva accedere a fonti di cibo poste fino a 4 metri da terra, se in posizione bipede.

### Crescita

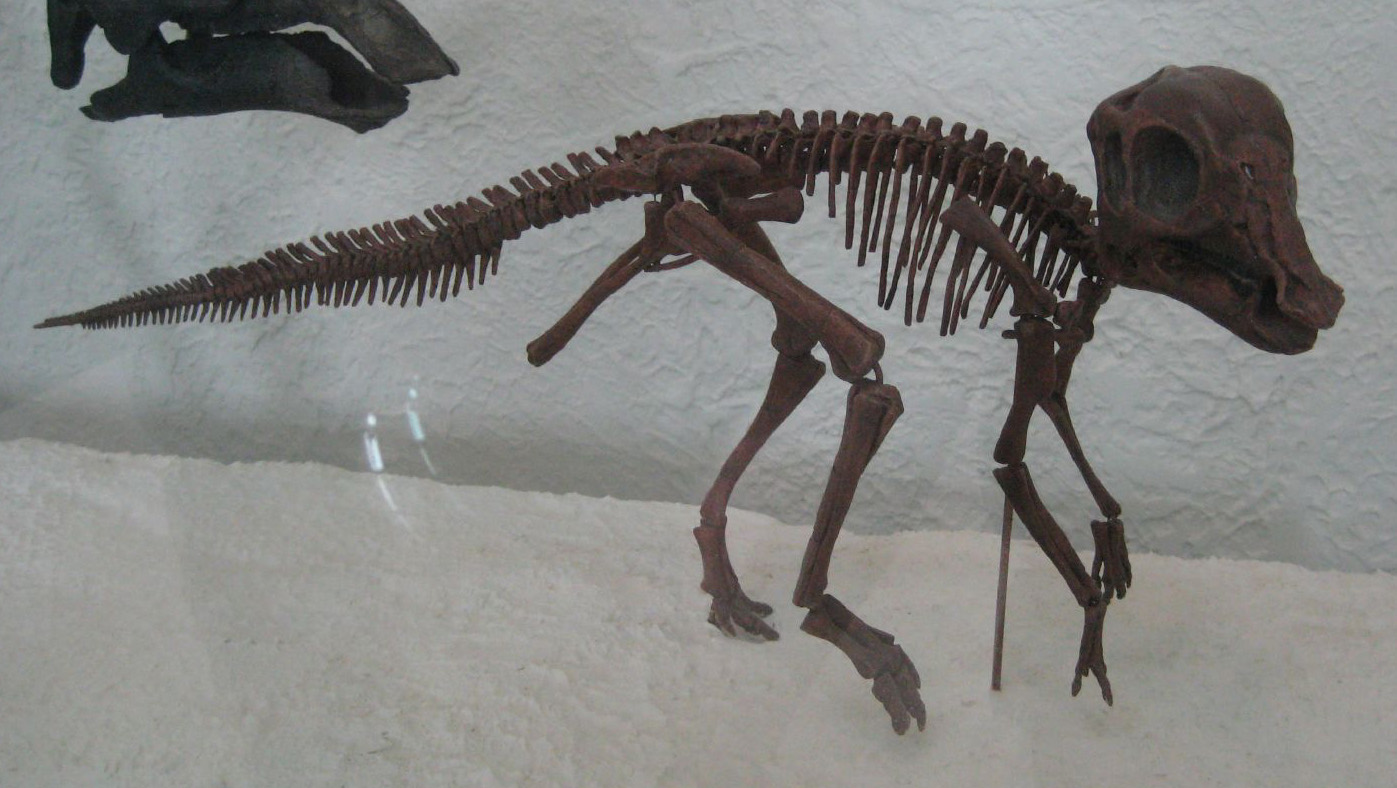
Esemplare giovanile di H. altispinus, all'American Museum of Natural History

Un esemplare femmina di Hypacrosaurus stebingeri poteva deporre fino a 20 uova, più o meno sferiche, dal diametro di 18,5 cm (7,9-7,3 pollici), contenenti embrioni lunghi già 60 cm di lunghezza. I piccoli misuravano già 1,7 metri. Studi sulle linee di sviluppo (cioè le linee di von Ebner) sui denti degli embrioni di H. stebingeri suggeriscono una simplesiomorfia, con tempi di incubazione molto lunghi (minimo circa 171,4 giorni) per le uova di H. stebingeri. I giovani e gli individui embrionali avevano crani profondi con solo una leggera espansione delle ossa che in seguito avrebbero formato la cresta. La crescita è molto più veloce di quella degli alligatori e comparabile a quella dei ratiti, in base alla quantità di crescita ossea visto tra le linee di arresto della crescita (analogo agli anelli di crescita degli alberi). La ricerca di Lisa Cooper e colleghi su H. stebingeri, indica che questo animale potrebbe aver raggiunto la maturità sessuale intorno ai 2-3 anni di vita, raggiungendo le piene dimensioni adulte a circa 10-12 anni di età. La circonferenza del femore alla scadenza riproduttiva postulata era circa il 40% quello della sua circonferenza a piena dimensione. Il tasso di crescita ipotizzato per H. stebingeri supera quello dei tirannosauridi (predatori dell'Hypacrosaurs) come Albertosaurus e Tyrannosaurus; crescendo rapidamente l'Hypacrosaurs avrebbe avuto una maggiore possibilità di raggiungere dimensioni abbastanza grandi per difendersi, e la riproduzione ad un'età precoce è vantaggioso per una preda. Nel cranio di un cucciolo di H. stebingeri è stata ritrovata della cartilagine secondaria.

### Funzione della cresta

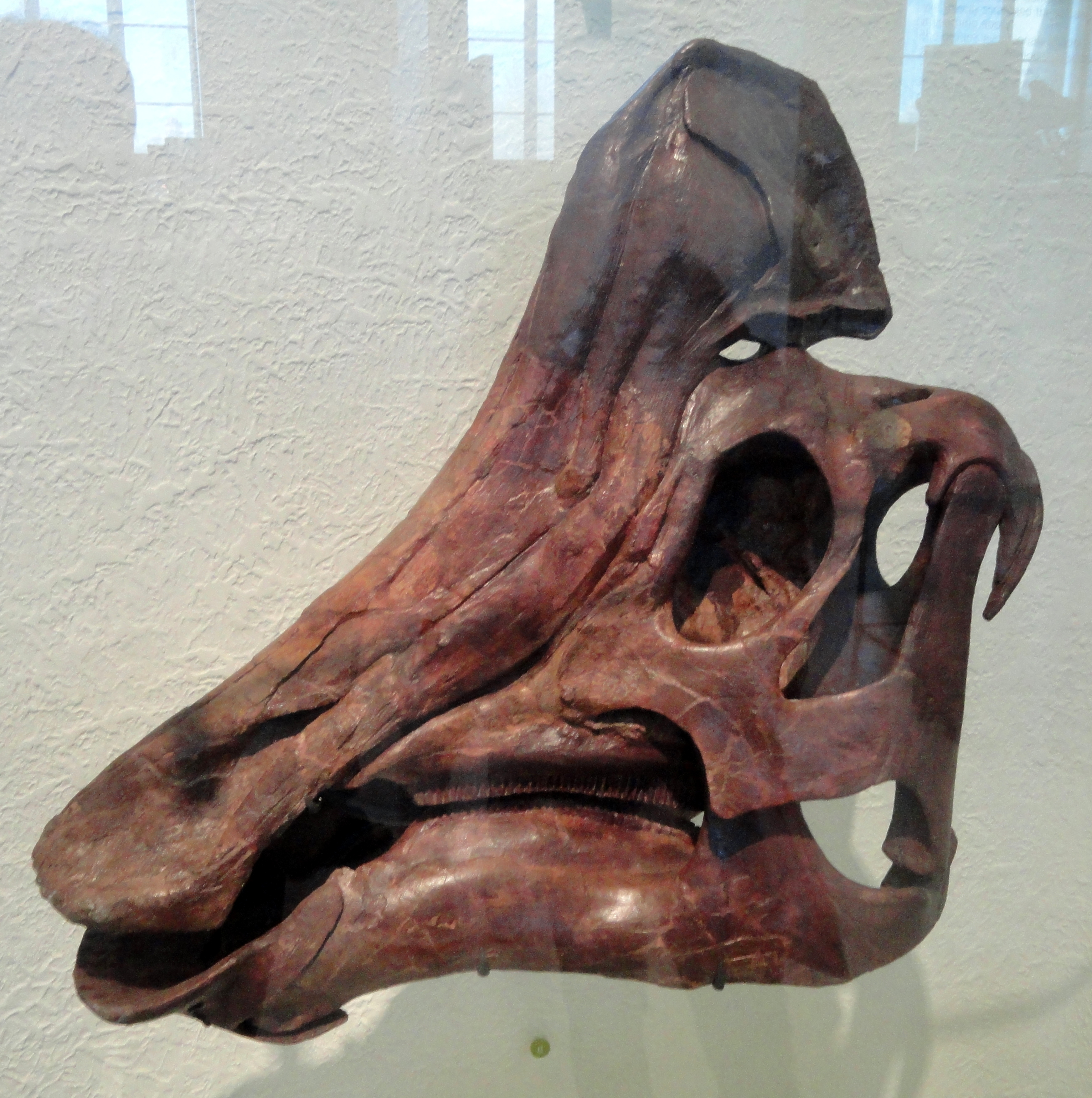
Cranio di H. altispinus, all'American Museum of Natural History

La cresta cava di Hypacrosaurus molto probabilmente aveva una funzione sociale, come segnale visivo che consentiva agli altri animali di identificare il sesso o la specie dell'esemplare, oppure poteva fornire una camera di risonanza per emettere suoni. La cresta e i suoi passaggi nasali associati figurano nel dibattito sull'endotermia dei dinosauri, in particolare sulla discussione sui turbinati nasali.
I turbinati sono sottili ossa o cartilagini, di due tipi, con due funzioni. I turbinati nasali olfattivi sono presenti in tutti i tetrapodi viventi e hanno la funzione dell'odorato. Invece, i turbinati respiratori prevengono la perdita di acqua attraverso l'evaporazione e si trovano solo negli uccelli e nei mammiferi, i moderni endotermi (animali a sangue caldo) che potrebbero perdere una grande quantità di acqua, in quanto respirano più spesso degli ectotermi (animali a sangue freddo) per sostenere il loro più alto metabolismo. Il ricercatore Ruben et al. (1996) ha concluso sulla base di una CT scan che probabilmente i turbinati respiratori non erano presenti in Tyrannosaurus, Ornithomimus o Hypacrosaurus: questa sarebbe (secondo questo ricercatore) un elemento a sfavore dell'ipotesi che questi animali fossero a sangue caldo.

### Termoregolazione
Esaminando il rapporto negli isotopi d'ossigeno dalle ossa provenienti da diverse parti del corpo di un animale estinto, si può indicare quale modalità di termoregolazione un animale utilizzava durante il suo ciclo vitale. Un animale endotermico (a sangue caldo) deve mantenere la propria temperatura corporea costante in tutto il corpo (omeotermia), e quindi non ci dovrebbe essere variazione del rapporto degli isotopi di ossigeno nelle diverse ossa del corpo. Diversamente, il rapporto ossigeno-isotopico differisce considerevolmente quando misurato in tutto il corpo di un organismo ectotermico (sangue freddo). I calcoli effettuati per Hypacrosaurus suggeriscono che i rapporti varino molto poco, indicando che l'Hypacrosaurus era un omeotermo, e probabilmente endotermico. Ciò è in contrasto con l'ipotesi di Ruben et al. (1996) che identifica l'Hypacrosaurus come a sangue freddo, per l'assenza di turbinati nasali.

### Paleopatologia
La scoperta di segni di denti sul perone di un esemplare di Hypacrosaurus, inflitti dal morso di un tirannosauride, indica che questi predatori si nutrivano di hadrosauridi sia predandoli attivamente sia nutrendosi delle loro carcasse, durante il Cretaceo superiore.

## Paleoecologia

### Habitat
L'H. altispinus condivideva la Formazione Horseshoe Canyon con altre specie di Hadrosauridae come Edmontosaurus e Saurolophus, l'hypsilophodontidae Parksosaurus, gli ankylosauridi Anodontosaurus ed Edmontonia, i ceratopsidi Montanoceratops, Anchiceratops, Arrhinoceratops e Pachyrhinosaurus, il pachycephalosauride Stegoceras, gli ornithomimidi Ornithomimus e Struthiomimus, e una gran varietà di piccoli teropodi predatori tra troodontidi e dromaeosauridi, mentre i predatori all'apice erano i tirannosauridi Albertosaurus e Daspletosaurus. I dinosauri di questa formazione sono talvolta noti come fauna Edmontonian, e sono distinti da quelli delle formazioni sopra e sotto. La Formazione Horseshoe Canyon ha avuto una significativa influenza marina, a causa dello sconfinamento del Mare interno occidentale, un mare poco profondo che coprì la parte centrale del Nord America per gran parte dei Cretaceo. L'H. altispinus potrebbe aver preferito un habitat più interno e pianeggiante.

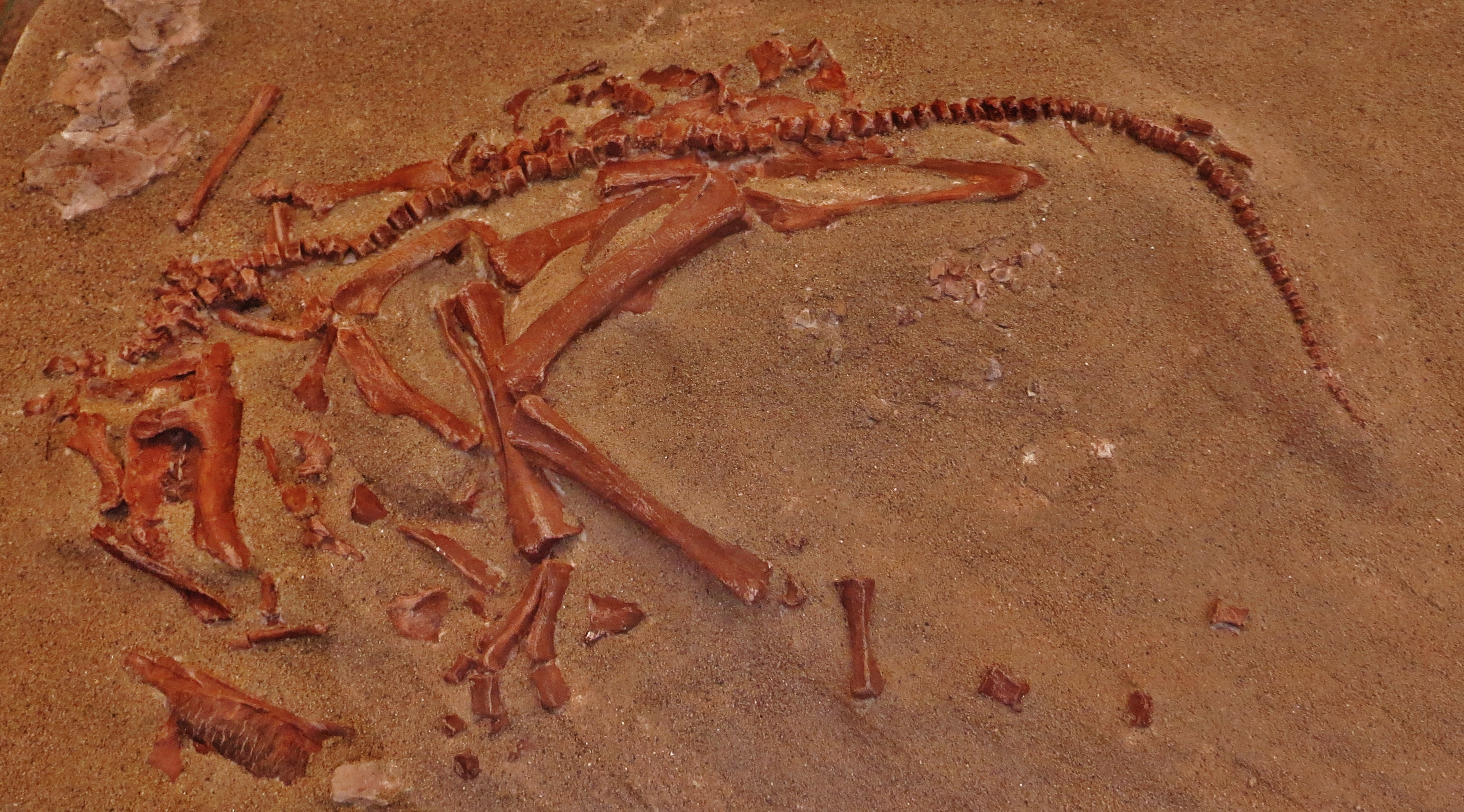
Fossile di Hypacrosaurus stebingeri

H. stebingeri viveva in una formazione leggermente più vecchia, la Formazione Two Medicine popolata anche da un altro adrosauro ben noto per i suoi siti di nidificazione, il Maiasaura, così come il troodontide Troodon anch'esso conosciuto per alcuni siti di nidificazione. La formazione ospitava anche il tirannosauride Daspletosaurus, il caenagnathide Chirostenotes, i dromaeosauridi Bambiraptor e Saurornitholestes, gli ankylosauri Edmontonia, Oohkotokia e Scolosaurus, l'hypsilophodontidae Orodromeus, l'adrosauro Prosaurolophus e i ceratopsidi Achelousaurus, Brachyceratops, Einiosaurus e Rubeosaurus. Questa formazione è più distante dal Mare interno occidentale, è alta e secca, con una maggiore influenza terrestre.

### Tafonomia
La tafonomia è lo studio dei processi che il corpo di un organismo subisce dopo la sua morte, il che comprende uno studio sulla conservazione, la causa della morte e le circostanze della sepoltura. Il grande assemblaggio monospecifico di Hypacrosaurus stebingeri, nel Montana, è stato interpretato come un gruppo di dinosauri uccisi da una grande pioggia di cenere vulcanica. Questo assemblaggio è considerata autoctono, il che significa che i resti siano rimasti seppelliti nell'esatto punto in cui gli individui sono morti. La grande varietà di età in questo gruppo fa pensare che questo fosse un gruppo di biocenosi (un assemblaggio di vita reale degli animali). La morte degli animali è quindi attribuibile al soffocamento per la cenere e per i gas rilasciati dalle eruzioni vulcaniche. La conservazione di questo gruppo eterogeneo di dinosauri fornisce ai ricercatori l'intero arco di crescita di questi animali, oltre a dare un'ulteriore prova che gli adrosauri davano notevoli cure parentali ai loro cuccioli.